# المدة الزمنية للنشاط
المدة الزمنية للنشاط (بالإنجليزية: Activity Duration)‏ هي الزمن مقاسا بوحدة التقويم الزمني بين بداية ونهاية نشاط ما بالبرنامج الزمني.